# Parafontaria falcifera
Parafontaria falcifera är en mångfotingart som först beskrevs av Karl Wilhelm Verhoeff 1936.  Parafontaria falcifera ingår i släktet Parafontaria och familjen Xystodesmidae. Inga underarter finns listade i Catalogue of Life.